# Барридейл
Барридейл (африк. и англ. Barrydale) — небольшой город на юго-западе Южно-Африканской Республики, на территории Западно-Капской провинции. Входит в состав района Оферберх. Является частью местного муниципалитета Свеллендам.

## История
Поселение, из которого позднее вырос город, было основано в начале XVIII века. В 1921 году Барридейл получил статус муниципалитета.

## Географическое положение
Город расположен в южной части провинции, в долине реки Хейсрифир, вблизи места впадения её в реку Традоусрифир, на расстоянии приблизительно 187 километров (по прямой) к востоку от Кейптауна, административного центра провинции. Абсолютная высота — 508 метров над уровнем моря.

## Климат
Климат характеризуется как полупустынный холодный (BSk в классификации климатов Кёппена). Среднегодовая температура воздуха составляет 16,9 °C. Средняя температура самого холодного месяца (июля) составляет 11,1 °С, самого жаркого месяца (февраля) — 22,4 °С. Расчётная многолетняя норма осадков — 440 мм.

## Население
По данным официальной переписи 2011 года, население Барридейла составляло 4156 человек, из которых мужчины составляли 48,17 %, женщины — соответственно 51,83 %. В расовом отношении цветные составляли 83,33 % от населения города, белые — 11,89 %, негры — 3,59 %, азиаты (в том числе индийцы) — 0,36 %, представители других рас — 0,84 %. Наиболее распространёнными среди горожан языками были: африкаанс (90,59 %), английский (6,58 %) и коса (1,1 %).

## Транспорт
Через город проходит региональное шоссе R62. Ближайший аэропорт расположен в городе Свеллендам.